# STS-102

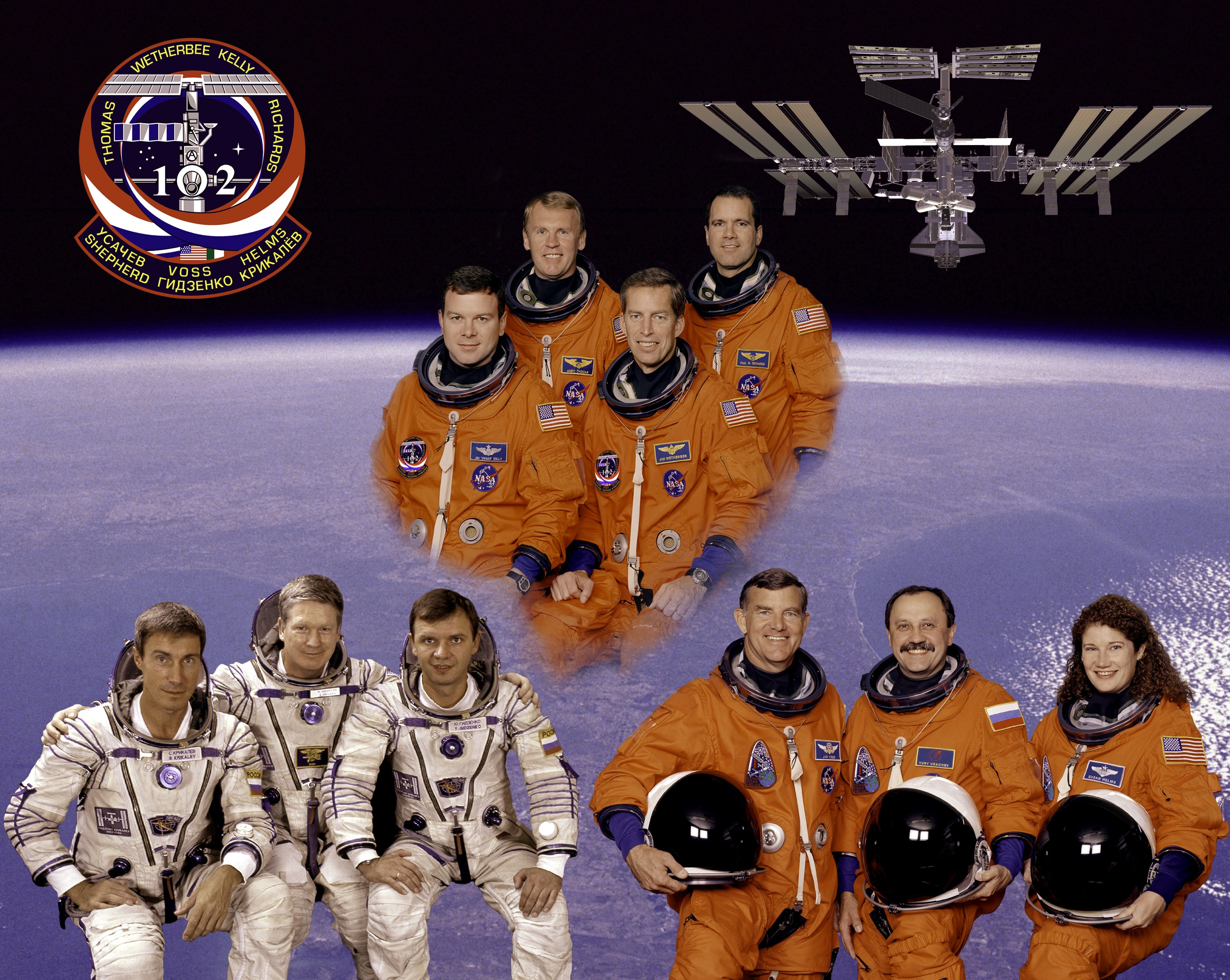
Екіпаж STS-102

STS-102 — космічний політ БТКК «Діскавері» за програмою «Спейс Шаттл» (103-й політ програми). Діскавері стартував 8 березня 2001 а з Космічного центру ім. Кеннеді в штаті Флорида. Основними завданнями була доставка на Міжнародну космічну станцію (МКС) екіпажу МКС-2 (зміна для МКС-1) та першого багатоцільового модуля постачання (MPLM) — «Леонардо».

## Екіпаж
Одним із завдань STS-102 була заміна екіпажу Міжнародної космічної станції (МКС) {{ стаття .

### Екіпаж старту
- (НАСА) Джеймс Уезербі (5)[4] — командир;
- (НАСА) Джеймс Келлі (1) — пілот;
- (НАСА) Ендрю Томас (3) — фахівець польоту−1;
- (НАСА) Пол Річардс (1) — фахівець польоту −2 бортінженер;
- (ФКА) Юрій Усачов (4) — фахівець польоту−3 командир експедиції МКС-2;
- (НАСА) Джеймс Восс (5) — фахівець польоту 4- учасник експедиції МКС-2;
- (НАСА) Сьюзен Хелмс (5) — фахівець польоту−5 учасник експедиції МКС-2;

### Екіпаж повернення
- (НАСА) Джеймс Уезербі (5) — командир;
- (НАСА) Джеймс Келлі (1) — пілот;
- (НАСА) Ендрю Томас (3) — фахівець польоту−1;
- (НАСА) Пол Річардс (1) — фахівець польоту−2 бортінженер;
- (НАСА) Вільям Шеперд (4) — фахівець польоту −3 командир експедиції МКС-1;
- (ФКА) Юрій Гідзенко (2) — фахівець польоту пілот−4 МКС;
- (ФКА) Сергій Крикальов (1) — фахівець польоту−5 бортінженер;

## Параметри польоту
- Маса апарата
- При старті — 99503 кг;
- При посадці — 90043 кг
- Вантажопідйомність  — 5760 кг;
- Нахил орбіти  — 51,5 °;
- Період обертання  — 92,1 хв;
- Перигей  — 370 км;
- Апогей  — 381 км[1].

## Виходи в космос
- 11 березня з 5:12 до 14:08 (UTC) тривалість годин 56 хвилин 8 — астронавти Джеймс Восс і Сузан Хелмс. Забезпечення перенесення гермоадаптера PMA−3.
- 13 березня з 5:23 до 11:44 (UTC) тривалість 6:00 21 хвилина — Астронавти Ендрю Томас і Пол Річардс. Установка складської платформи ESP (була встановлена на корпусі модуля «Дестіні», використовується живлення від модуля «Юніті»).